# Сатклифф, Тельма
Тельма Сатклифф (англ. Thelma Sutcliffe, урожд. Лиеше (англ. Liesche); 1 октября 1906 — 17 января 2022) — американская супердолгожительница. Является последним живущим человеком в США 1906 года рождения. После смерти Хестер Форд 17 апреля 2021 года и до собственной смерти 17 января 2022 года являлась старейшим живущим человеком в США.
На момент своей смерти она была 46-м старейшим  человеком в истории. Её возраст составлял 115 лет и 108 дней.

## Биография
Тельма Сатклифф родилась 1 октября 1906 года в Омахе, Небраска. Её родителями были Август и Мод (в девичестве Адамс) Лиеше.
3 сентября 1924 года, в возрасте 17 лет, она вышла замуж за Билла Сатклиффа в Каунсил-Блафс, штат Айова. У них не было детей. В начале 1970-х годов Тельма овдовела.
В 2011 году старшая сестра Тельмы, Мария Келсо, умерла в возрасте 106 лет.
Сатклифф за свою жизнь дважды пережила рак груди. На момент своего 110-летия в 2016 году Тельма жила в жилой квартире в Омахе, штат Небраска. По сообщениям, она каждое утро занималась спортом, сама стирала и играла в бридж несколько раз в неделю. На вопрос о секрете своего долголетия она ответила, что ей просто повезло.
Умерла 17 января 2022 года.

## Рекорды долголетия
На момент своего 110-летия в 2016 году Тельма Сатклифф была самым старым ныне живущим человеком в Небраске.
14 апреля 2020 года Сатклифф стала рекордсменом по продолжительности жизни в Небраске, превзойдя предыдущий рекорд в 113 лет, 195 дней, установленный Хелен Стеттер. Кроме того, 24 августа 2020 года, достигнув возраста 113 лет, 328 дней, Сатклифф стала самым старым человеком, когда-либо родившимся в Небраске, превзойдя возраст Клары Хун.
После смерти Бьюлы Милош 27 октября 2020 она стала последней верифицированной американкой, родившейся в 1906 году. После смерти Мины Китагавы 19 декабря 2020 года Сатклифф вошла в десятку самых старых верифицированных людей в мире.
После смерти Хестер Форд 17 апреля 2021 года Тельма стала старейшим живущим человеком в США. 1 октября 2021 года стала 56-м человеком в истории, достоверно дожившим до 115 лет. 16 ноября 2021 года вошла в топ-50 старейших людей в истории.
Сестра Тельмы, Мари Келсо (12 июня 1904 — 8 марта 2011), прожила 106 лет, 269 дней. С общим возрастом 222 года 12 дней, сёстры являются одной из самых старых пар братьев и сестёр, когда-либо зарегистрированных.